# Francisco de Toledo
Francisco Álvarez de Toledo (Oropesa, 10 luglio 1515 – Toledo, 21 aprile 1582) fu viceré del Perù dal 1569 al 1581.

## Biografia
Nacque ad Oropesa nel 1516, figlio del conte della locale contea. Prestò servizio militare a partire da 15 anni di età e nel 1568 venne nominato viceré del Perù con il compito di salvaguardare gli interessi reali nei confronti dei turbolenti coloni e, nello stesso tempo, di porre termine alle sollevazioni degli indigeni.
Sua prima cura, una volta installato nella carica, fu di procedere ad un'accurata ispezione dei territori al termine della quale emise delle incisive Ordenanzas redatte dai giuristi Juan de Matienzo e Juan Polo de Ondegardo, profondi conoscitori della realtà andina.
Sotto la sua guida, il vicereame venne ristrutturato completamente a mezzo di innovative istituzioni che regolarono, a nuovo, le encomiendas e riorganizzarono la popolazione indigena ridistribuita in apposite reducciones comandate, ciascuna, da un referente spagnolo.
Istituì il tribunale della inquisizione e fondò numerose città tra cui Tarija e Cochabamba nell'attuale Bolivia.
Nel 1572 ottenne la capitolazione dell'ultimo sovrano inca, Túpac Amaru, che fece giustiziare nella piazza principale del Cuzco, di fronte a tutti gli indios riuniti allo scopo e promulgò la Ley de la Mita una legge che obbligava gli schiavi africani e i nativi dopo i diciotto anni a lavorare nelle miniere con turni di 12 ore al giorno.
Quest'ultimo exploit gli guadagnò, però, la disapprovazione della Corona spagnola che intervenne direttamente nella conduzione del vicereame, ingiungendogli di migliorare la condizione dei nativi.
Prima della fine del suo mandato, Francisco de Toledo fece in tempo a combattere il pirata Francis Drake che minacciava le comunicazioni con la madre patria.
Nel 1581, terminato il suo mandato, tornò in patria e l'anno seguente morì presso Toledo, nella località di Escalona.

## LeInformaciones
Per i cultori di storia incaica, Francisco de Toledo è noto soprattutto per le sue famose Informaciones. Si tratta di questionari che gli incaricati del viceré andarono stilando per il paese interrogando i locali sulla civiltà incaica prima dell'arrivo dei conquistadores. Un'identica inchiesta venne svolta tra gli unici quattro conquistadores superstiti, per ricostruire le loro impressioni sulla società inca all'epoca della conquista.
Le Informaciones sono undici e sono suddivise secondo il luogo in cui sono state raccolte. Sono redatte sotto forma di domande standard e vi si trovano registrate le risposte dei rappresentanti delle varie comunità, con il nome dei testimoni. Le domande sono assai varie, ma solitamente comprendono una richiesta di notizie sulla origine degli inca e sulla storia del loro impero, con particolare riguardo a quella degli ultimi imperatori.
L'opera di Bartolomeo de Las Casas, a favore dei diritti degli indigeni, provocava reazioni simili in tutti i territori d'oltremare e i coloni spagnoli si preoccupavano di fronteggiare le sue argomentazioni che andavano raccogliendo credito presso la Corona.
A prescindere dal significato politico di queste inchieste, resta da verificare la loro qualità quale documento storico. Il loro valore, sia storico che etnologico, è altissimo, anche se è necessario un serio lavoro di interpretazione per filtrare le risposte degli indigeni, sovente tese a dimostrare una prevaricazione dei loro antichi sovrani, allo scopo di ottenere consensi dai nuovi padroni.
Oltre alle Informaciones, Francisco de Toledo incaricò lo storico Sarmiento de Gamboa di scrivere la storia di questi antichi regni servendosi, appunto, delle notizie raccolte dai nativi. Il tutto, cioè Informaciones e Historia indica di Sarmiento, venne inviato alla Corona unitamente a un'altra singolare testimonianza. Si trattava dei paños pintados, una sorta di storia dell'impero dipinta su tela da artisti indigeni, sulla falsariga dell'usanza inca di conservare la memoria delle proprie gesta a mezzo, appunto, di pitture.
Queste tele sono andate perdute, ma restano le Informaciones e l'opera di Sarmiento per ricordarci la grandezza e l'originalità dell'Impero Inca.